# Escuela feminista de criminología
La escuela feminista de criminología es una escuela de criminología desarrollada a fines de la década de 1960 y en la de 1970 como reacción al desprecio general y la discriminación de las mujeres en el estudio tradicional del crimen. En opinión de la Escuela Feminista de Criminología, la mayoría de las teorías se desarrollaron a través de estudios sobre sujetos masculinos y se centraron en la criminalidad masculina, y que los criminólogos a menudo "agregarían mujeres y mezclarían" en lugar de desarrollar teorías separadas sobre la criminalidad femenina.
La criminología feminista se centra en las mujeres delincuentes, las mujeres víctimas y las mujeres en el sistema de justicia penal para comprender las causas, tendencias y resultados de la delincuencia femenina. Los temas clave dentro de la escuela feminista de criminología incluyen el papel del sexo y el sexismo en las sentencias y el encarcelamiento, el papel de la victimización en la vida de las mujeres y el aumento en el número de mujeres encarceladas a pesar de la disminución de las tasas de criminalidad.

## Historia
La criminología es el estudio científico de las causas, corrección, y prevención del delito y quienes lo cometen. Aunque este campo de estudio tuvo sus orígenes en el siglo XIX tardío, no fue hasta finales de los años 60 y 70 del siglo XX que la Escuela Feminista de Criminología emergió. En respuesta al enfoque dominante que pone el foco de la criminología en víctimas e infractores hombres, las criminólogas feministas trataron de aportar una comprensión de las mujeres delincuentes, mujeres víctimas de delitos, y aquellas que trabajan en el sistema de justicia criminal.

### Primeras teorías sobre la desviación femenina
Las primeras teorías sobre la criminalidad de las mujeres se centraron principalmente en los rasgos psicológicos y fisiológicos, más que en los sociales o económicos. Estas teorías, en su mayoría propuestas por académicos y criminólogos hombres, han sido muy criticadas por basarse en supuestos sobre “la naturaleza de la mujer”, y muchas han sido desacreditadas desde entonces. El criminólogo italiano Cesare Lombroso aplicó la frenología y la antropología criminal a su teorización sobre el crimen femenino, separando a la “mujer normal” de la “mujer criminal”, la última de las cuales era vista como menos femenina y por lo tanto más propensa a ser criminal. El sociólogo estadounidense William I. Thomas propuso la idea de que las mujeres delincuentes se dedican a la desviación sexual (como la prostitución) para manipular los deseos sexuales de los hombres con el fin de obtener lo que quieren. Para Sigmund Freud, las mujeres delincuentes estaban experimentando lo que él llamaba "envidia del pene", actuando de manera agresiva y rebelde en su anhelo por el pene y su virilidad.

#### Teoría de la tensión general
El criminólogo Robert Agnew intentó comprender la diferencia entre las tasas de criminalidad de hombres y mujeres a través de la teoría de la tensión general. Teorizó que hombres y mujeres experimentaban diferentes tipos de tensión (presión o estrés, ya sea físico, financiero, emocional, etc.) y respondían en consecuencia. Si bien los hombres parecían más propensos a reaccionar con delitos violentos o contra la propiedad, se consideraba que las mujeres respondían con una criminalidad más autodestructiva, como el abuso de drogas.

### Teoría criminológica feminista temprana
La criminóloga franco-canadiense Marie-Andrée Bertrand y la socióloga británica Frances Mary Heidensohn se encuentran entre las reconocidas por la mayoría como pioneras en la Escuela de Criminología Feminista. El artículo de Heidensohn "The Deviance of Women: A Critique and An Inquiry" (1968) se acredita como la primera crítica al fracaso de la criminología convencional para incluir a las mujeres en sus estudios, afirmando que "la desviación de las mujeres es una de las áreas de la conducta humana más notablemente ignorada en la literatura sociológica” y pidió que se realicen más investigaciones sobre la desviación femenina.
Los primeros trabajos de la teoría criminológica feminista incluyeron " Sisters in Crime: The Rise of the New Female Criminal " (1975) de Freda Adler, que vinculaba la criminalidad femenina con el movimiento de liberación feminista en curso, teorizando que con más oportunidades fuera del hogar, las mujeres también estaban dado más oportunidades para participar en conductas desviadas. Esta teoría a veces se conoce como la 'teoría de la emancipación'. El libro de Rita J. Simon " Mujeres y crimen ", también publicado en 1975, se hizo eco de esta teoría. Si bien ambos trabajos son influyentes en su campo, el vínculo teórico de Adler y Simon ha sido criticado por muchas feministas, incluidas Carol Smart y Meda Chesney-Lind por provocar un "pánico moral" y miedo con respecto a la liberación de las mujeres por, en palabras de Chesney-Lind, "amenazando a quienes aspiran a la igualdad con las imágenes de la bruja, la perra y la puta". 
Sin embargo, el concepto de Adler y Simon de la “nueva delincuente femenina” inspiró nuevas investigaciones de investigadoras feministas y no feministas por igual. La mayoría de las pruebas realizadas por criminólogos no feministas desacreditaron la teoría, mientras que otros encontraron que la marginación económica es un vínculo más fuerte con el crimen femenino. Estos resultados, sin embargo, llegaron años después de que la feminista marxista Dorie Klein llamara la atención sobre la falta de factores económicos y sociales considerados en la investigación criminológica feminista de la época.

### Epistemología del punto de vista
Para subvertir la teoría criminológica ciega al género de la época, las feministas de finales de la década de 1970 y principios de la de 1980 utilizaron la teoría del punto de vista, que afirma que las perspectivas de uno se forman en base a sus experiencias. La investigación de esta naturaleza buscó comprender la criminalidad femenina examinando las vidas y las historias de las mujeres atrapadas en el sistema de justicia penal. Surgieron temas comunes en muchas de las narrativas de estas mujeres, incluida la pobreza, la adicción, la falta de vivienda y el abuso sexual. Esta presencia generalizada de abuso y maltrato llevó a innumerables estudios sobre el vínculo entre victimización y criminalización y la teoría última de que los comportamientos desviados de las mujeres podrían entenderse como una forma de hacer frente a este abuso.
Las epistemologías del punto de vista han sido criticadas por generalizar en exceso a las mujeres, aceptando los resultados anteriores como verdaderos para todas las mujeres. Otras obras feministas se oponen al hiperenfoque en el papel del abuso en la vida de las mujeres, argumentando que estas teorías responsabilizan a las mujeres de cómo reaccionan ante el abuso, así como también justifican el encarcelamiento de mujeres que pueden tener una mayor necesidad de tratamiento para lidiar con el abuso. La activista y académica Julia Chinyere Oparah agrega que la teoría del punto de vista "elude la pregunta de por qué el Estado responde a las mujeres abusadas con castigos". Independientemente de las críticas, la investigación basada en la teoría del punto de vista se acredita como una herramienta instrumental para alejar la criminología feminista de la criminología dominante.

## Teorías feministas sobre el crimen

### Feminismo carcelario
Una feminista carcelaria es una feminista que se basa en el sistema de justicia penal para abordar los problemas sociales y las desigualdades de género, como la violencia contra la mujer y la condena de agresores sexuales. Las feministas carcelarias, compuestas principalmente por feministas radicales, liberales y / o blancas, creen que se puede lograr un impacto significativo en la violencia contra las mujeres a través de una legislación más amplia y fortalecida, más presencia policial y expansión del sistema penal, especialmente en lo que respecta a los agresores sexuales.

### Feminismo abolicionista
Considerado una antítesis del feminismo carcelario, el feminismo abolicionista busca separar el comportamiento desviado del sistema de justicia penal establecido, un sistema que creen que hace poco para abordar las raíces del crimen en la sociedad. El abolicionismo se describe como un desafío a las "definiciones convencionales de delito y la ley, al tiempo que desafía las opiniones oficiales sobre los significados y efectos del castigo". Los abolicionistas afirman que el "crimen", tal y como se entiende, sólo existe dentro de las leyes que lo definen, y esas leyes se crean para encarcelar y aislar a los miembros de la población "improductiva". Los abolicionistas penales esperan la eliminación de las cárceles para resolver este problema, aunque otros abolicionistas advierten que cuando el crimen sólo se ve como un producto de las cárceles o instituciones, "obstaculizan los entendimientos abolicionistas de maneras similares a empujar contra un árbol de 500 años desde su tronco y esperan que se caiga sin tener en cuenta las raíces que lo sostienen firmemente en la tierra". La feminista abolicionista Viviane Saleh-Hanna promueve esta teoría al defender que el crimen existe dentro de la intersección del racismo, el imperialismo y el sexismo, a lo que Saleh-Hanna se refiere como el RIP (Patriarcado Racista-Imperialista). Saleh-Hanna desarrolló esta teoría con la implementación de su Hauntología Feminista Negra. La hauntología se refiere al retorno o persistencia de elementos del pasado, en la manera de un fantasma, y en este caso se refiere a la obsesión de la sociedad por políticas destinadas a deshumanizar, excluir y castigar a poblaciones de personas, específicamente a la comunidad negra. Los sistemas que buscaban criminalizar y castigar a los cuerpos negros, como la esclavitud, las leyes Jim Crow y el encarcelamiento masivo, son vistos en esta teoría como un "fantasma" que siempre regresa del Patriarcado Racista-Imperialista.